# إرنست فيسمان
إرنست فيسمان (بالألمانية: Ernst Feßmann) ‏(6 يناير 1881 - 25 أكتوبر 1962) ضابط ألماني في سلاح الفرسان التحق بالجيش البافاري عام 1900 واشترك في الحرب العالمية الأولى كآمر لفوج الفرسان الثاني، كلف عام 1935 بقيادة فرقة البانزر الثالثة في العاصمة برلين.